# مصطفى الموسى
مصطفى الموسى هو سياسي وصيدلي وعضو في هيئة تحرير الشام المسلحة في سوريا. في 24 أبريل/نيسان 2020، انتخب الموسى لقيادة حكومة الإنقاذ السورية رئيساً لمجلس الشورى العام. وكان الموسى يرأس في السابق لجنة الصحة الحكومية.